# Филатов, Александр Валерьевич
Александр Валерьевич Филатов (род. 16 августа 1969, Москва) — российский самбист, чемпион России и Европы, чемпион и призёр чемпионатов мира, победитель Кубков России, победитель и призёр розыгрышей Кубка мира, Заслуженный мастер спорта России. Выступал в легчайшей весовой категории (до 52 кг). Тренировался под руководством Заслуженного тренера России Андрея Филиппова.  Начальник отделения «Хрустальный» Центра спорта и образования «Самбо-70». Выпускник ГЦОЛИФКа.

## Спортивные результаты
- Кубок России по самбо 1992 года — ;
- Чемпионат России по самбо 1992 года — ;
- Кубок России по самбо 1993 года — ;
- Чемпионат России по самбо 1993 года — ;
- Чемпионат России по самбо 1994 года — ;